# سيدوهيبتولوز
السيدوهيبتولوز أو D-ألترو-هيبتولوز (بالإنجليزية:  D-altro-heptulose  أو Sedoheptulose)‏ هو سكر سباعي كيتوني (سكر أحادي يتكون من سبع ذرات كربون ومجموعة الكيتون الوظيفية).وهو أحد السكريات السباعية (بالإنجليزية: heptoses)‏ القليلة الموجودة في الطبيعة.